# Tonaca intima
La tonaca intima, o più semplicemente intima, è lo strato più interno di un vaso sanguigno ed è presente sia nelle arterie che nelle vene. È costituita da: 
- un monostrato di cellule endoteliali che sono in contatto diretto con il sangue;
- una sottile membrana basale alla quale è ancorato l'endotelio;
- un sottile strato subendoteliale (lamina propria) di tessuto connettivo lasso, assente nei vasi di calibro minore;
- una membrana elastica interna fenestrata che separa la tonaca intima dalla media.[1][2]

## Anatomia microscopica
L'endotelio è formato da cellule appiattite, poligonali e allungate nella direzione della corrente sanguigna. Le cellule sono congiunte tra loro mediante giunzioni occludenti e giunzioni comunicanti (gap junction). Nelle arterie post mortem lo strato endoteliale è corrugato, perché in tal modo è in grado di sostenere gli sforzi dovuti a dilatazioni rapide e ripetute del vaso, tipiche del sistema arterioso. Tra le numerose funzioni dell'endotelio (mediazione dello scambio di metaboliti tra sangue e parete vasale, controllo del tono vasale, azione trofica sulle cellule vasali, regolazione dell'emostasi e dell'infiammazione) vi è quella di sintetizzare componenti della matrice extracellulare (ECM), quali collageno IV, laminina e perlecano. La superficie basale delle cellule endoteliali possiede recettori per le proteine della ECM e grazie a tali interazioni le deformazioni della parete vasale indotte dalle forze meccaniche (pressione arteriosa) possono essere trasmesse direttamente all'endotelio (vedi Patobiologia dell'aterosclerosi - Endotelio e stress emodinamici).
La membrana basale si presenta come un sottile strato poroso, spesso circa 50 nm. Alla osservazione al microscopio elettronico dopo fissaggio con sostanze chimiche, in essa si riconoscono due strati, una zona interna poco densa (la lamina rara) e una zona esterna più densa (la lamina densa), mentre dopo criofissaggio essa appare come un unico strato denso e omogeneo, per cui l'aspetto bilaminare è attualmente ritenuto un artefatto.
L'impalcatura fondamentale della membrana basale è costituita da due reti indipendenti, ma strettamente unite l'una all'altra, formate dal collageno non fibrillare di tipo IV ("collageno laminare") e dalla glicoproteina laminina. Il collageno di tipo IV è una molecola lunga (∼2,000 Å) e flessibile, che si orienta parallelamente alla superficie, mentre la laminina è una voluminosa molecola (∼900 kDa) a forma di croce latina. Soltanto la rete della laminina è connessa direttamente alla membrana plasmatica delle cellule endoteliali, sulla quale si trovano specifici recettori integrinici. La formazione della rete di laminina richiede il legame del braccio lungo della laminina con le rispettive integrine endoteliali, seguito dalla spontanea formazione di legami tra i tre bracci corti delle molecole di laminina. Della membrana basale fanno parte anche altre proteine, in particolare la glicoproteina entactina/nidogeno, l'eparansolfato-proteoglicano perlecano e altri tipi di collageno: VII ("collageno di ancoraggio" che lega il collageno IV alle sottostanti fibre reticolari della matrice extracellulare), VIII, XV e XVIII. Il perlecano (∼450 kDa), un proteoglicano con tre catene di eparansolfato, e il nidogeno (∼150 kDa) legano sia il collageno IV che la laminina, stabilizzando e rinforzando l'impalcatura della doppia rete della membrana basale. Come la laminina, anche il perlecano interagisce con le integrine della membrana plasmatica delle cellule endoteliali.
Lo strato subendoteliale è particolarmente evidente nei vasi di grande calibro. È costituito da fibre collagene (principalmente collageno I e III) ed elastiche e dalla sostanza fondamentale, sostanza allo stato di gel composta da acido ialuronico, proteoglicani e glicoproteine (vedi Patobiologia dell'aterosclerosi - Spazio subendoteliale). In questo spazio possono essere presenti cellule muscolari lisce più o meno scarse, più numerose verso il confine con la tonaca media. Nelle grandi arterie lo strato subendoteliale può essere chiaramente distinto in uno straterello interno più lasso, lo strato dei proteoglicani, e in uno più esterno, lo strato muscolo-elastico, contenente una maggiore quantità di fibre elastiche e collagene. Lo spessore dello strato subendoteliale tende ad aumentare con l'età. Nelle coronarie di giovani adulti misura circa 100 μ.
La membrana elastica interna consiste di una lamina di fibre elastiche di spessore variabile (in genere di circa 70-100 nm). La lamina è fenestrata per consentire una più facile diffusione delle sostanze nutritizie dal lume alla media. Nelle grandi e medie arterie la membrana elastica interna è spessa e può risultare di due o più lamelle. In vivo questa membrana è distesa, ma nelle arterie isolate è increspata in pieghe longitudinali. La sua sintesi è opera congiunta delle cellule endoteliali e di quelle muscolari lisce. Le sue funzioni sono quelle di conferire elasticità alla parete vasale e di creare una barriera fisica alla diffusione delle sostanze provenienti dal sangue.